# Баранов Віталій Анатолійович
Віта́лій Анато́лійович Бара́нов (10 квітня 1967, м. Коростишів — 8 жовтня 2023, Донеччина, зона бойових дій) — підполковник Збройних сил України, учасник російсько-української війни. Учасник Боїв за Донецький аеропорт. Мав позивний «Біба» на честь улюбленого гравця київського «Динамо» Андрія Біби.

## Життєпис
Народився 10 квітня 1967 року в Коростишеві Житомирської області, підполковник запасу ЗС України.
У 1984 році вступив до Кам'янець-Подільського вищого військового інженерно-командного училища, яке закінчив в 1988 році.
З 1988 року по 2004 рік проходив службу в збройних силах (командир інженерного взводу, роти, батальйону, заступник командира військової частини з озброєння).
У 2004 році звільнений у запас ЗС України.
З 2004 по 2013 рік працював на посадах заступника генерального директора та технічного директора ТОВ «Алекс Транс Груп».
У грудні 2013 року брав участь у подіях на Майдані. Після окупації Криму та вторгнення в Україну російських збройних сил добровільно пішов до ЗС України та став на захист Батьківщини.
У вересні 2014 року мобілізований до 90-го окремого аеромобільно-десантного батальйону на посаду помічника командира батальйону з оперативного забезпечення. Батальйон виконував бойове завдання в Донецькому аеропорту та на околиці Донецька: Опитне, Водяне, Піски.

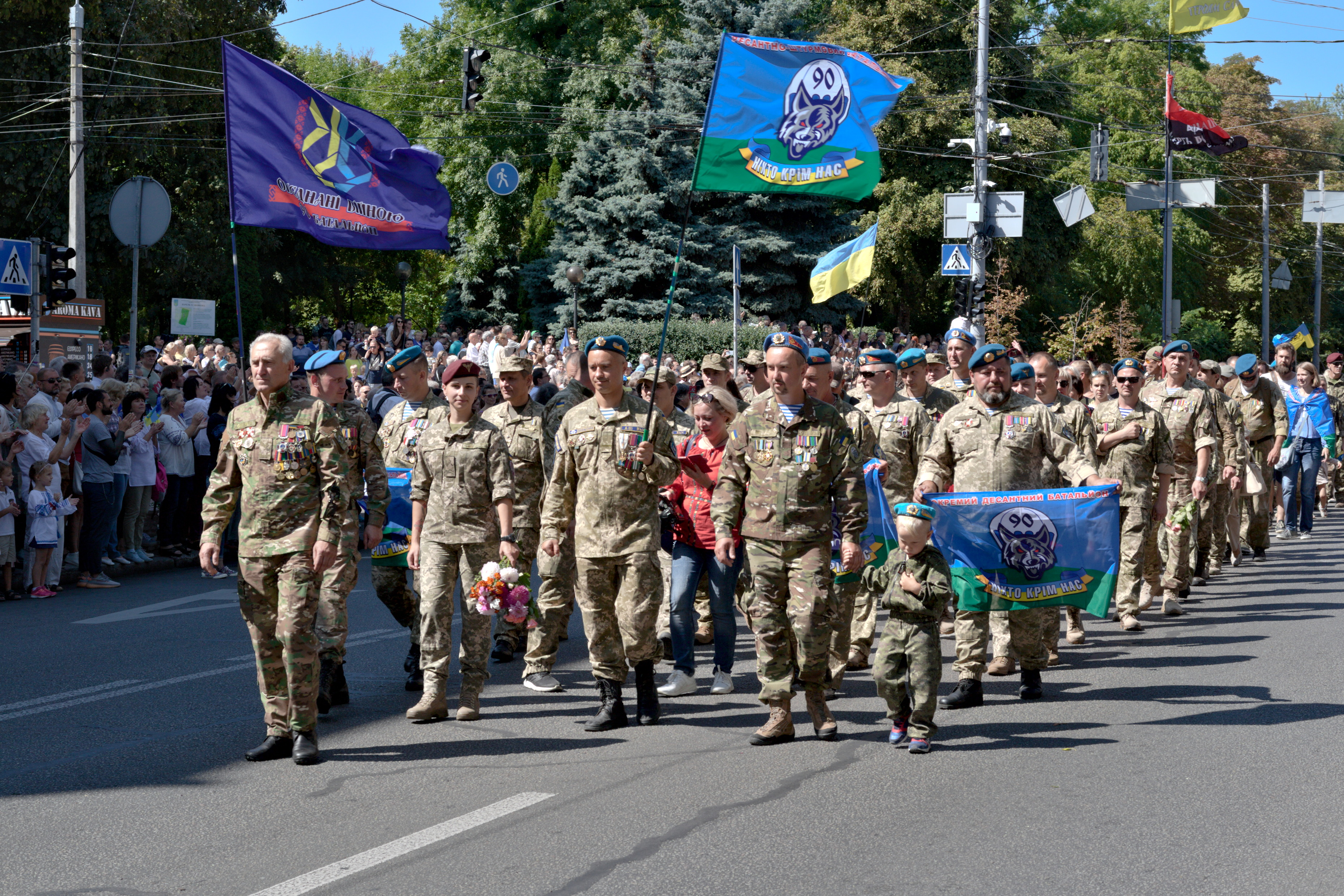
Віталій Баранов на чолі колони ветеранів 90 ОАеМБ. Марш захисників України, 24 серпня 2019 року

З 22 січня 2015 року очолив командування батальйоном.
25 вересня 2015 року був демобілізований в запас, працював помічником голови ГО «Товариство сприяння обороні України».

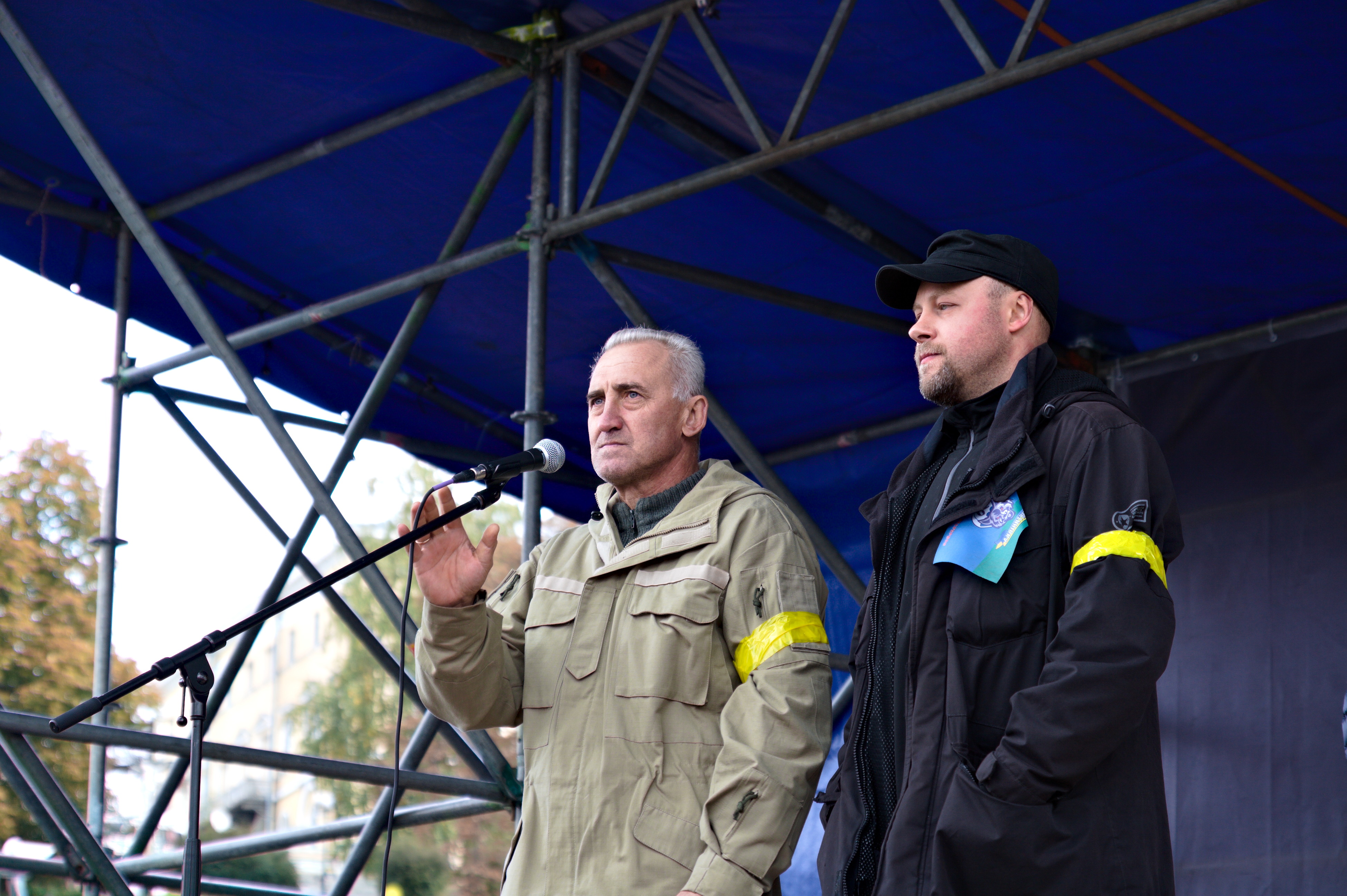
Віталій Баранов і Андрій Шишук на акції
Ні капітуляції!, 6 жовтня 2019 року

З серпня 2022 року командував 206-м окремим батальйоном Територіальної Оборони ЗСУ.
Помер 8 жовтня 2023 року від серцевого нападу на околицях міста Сіверськ Бахмутського району Донецької області. Похований у с. Катюжанка Димерської громади Київської області.

## Нагороди
- 10 жовтня 2015 року — орден Богдана Хмельницького III ступеня.
- 12 жовтня 2016 року — орден Богдана Хмельницького II ступеня.